# Ophiomyxa vivipara
Ophiomyxa vivipara är en ormstjärneart som beskrevs av Studer 1876. Ophiomyxa vivipara ingår i släktet Ophiomyxa och familjen skinnormstjärnor. Inga underarter finns listade i Catalogue of Life.